# Arboreto de Hongneung
El arboreto de Hongneung (en Hangul:홍릉수목원) es un jardín botánico o arboreto situado en Seúl, Corea del Sur, cerca de la Universidad de Corea. En él se realizan exámenes a los estudiantes de botánica. Abre al público únicamente los sábados y domingos de forma gratuita.
En el lugar que ocupa el arboreto se encontraba anteriormente el mausoleo de Myeonseong de Joseon, la emperatriz de Gojong, en el siglo XIX. El instituto de especímenes botánicos se estableció en 1922 después del cambio de ubicación de la tumba. Durante la guerra de Corea, fue destruido en su mayor parte y luego el gobierno lo reconstruyó.
Actualmente cuenta con nueve jardines especializados y un total de 2 000 especies diferentes de plantas pertenecientes a 157 familias. Entre los jardines se cuentan uno de coníferas, uno de árboles de hojas grandes, y otro ornamental, además de tres jardines con plantas medicinales y comestibles, un jardín acuático y uno de terrenos húmedos.